# Taurano

Taurano es uno de los 119 municipios o comunas ("comune" en italiano) de la provincia de Avellino, en la región de Campania. Con cerca de 1.538 habitantes, se extiende por una área de 9 km², teniendo una densidad de población de 171 hab/km². Linda con los municipios de Lauro, Monteforte Irpino, Moschiano, Pago del Vallo di Lauro, Visciano.

## Demografía
| Gráfica de evolución demográfica de Taurano entre 1861 y 2001 |
|                                                               |
| Fuente ISTAT - elaboración gráfica de Wikipedia               |

- Datos: Q55124
- Multimedia: Taurano / Q55124

1. ↑  Worldpostalcodes.org, código postal n.º 83020.
2. ↑  «Codici Catastali». Comuni-italiani.it (en italiano). Consultado el 29 de abril de 2017.